# Cyphochilus costulatus
Cyphochilus costulatus är en skalbaggsart som beskrevs av Henry Walter Bates 1891. Cyphochilus costulatus ingår i släktet Cyphochilus, och familjen Melolonthidae. Inga underarter finns listade i Catalogue of Life.